# Can Cadena
Can Cadena és una masia situada al Parc de Sant Martí, al barri de Sant Martí de Provençals de Barcelona, catalogada com a bé cultural d'interès local.

## Història
Segons sembla, antigament era el lloc o estable on guardaven els carros i el bestiar dels carreters que sojornaven a l'hostal que hi havia al costat de la rectoria de Sant Martí de Provençals. L'any 1991 fou restaurada i es convertí en una escola-taller de l'Ajuntament de Barcelona.

## Descripció
És una casa d'estil rural català, de construcció senzilla. Té planta baixa, un pis i golfes i coberta a dues vessants, dos portals senzills i quatre finestres a la façana principal.
Està envoltada amb feixes de conreu protegides per una tanca i per un pati i dues construccions, possiblement quadres per a guardar carruatges i estables. Actualment, es destina a horts urbans.